# Friedrich Cejka
Friedrich „Fritz“ Cejka (* 3. Juli 1928 in Korneuburg; † 26. November 2020 ebenda) war ein österreichischer Fußballspieler. Mit insgesamt 245 Toren in der höchsten österreichischen Spielklasse steht der Stürmer an der fünften Stelle der ewigen Bundesliga-Torschützenliste.

## Karriere
Fritz Cejka begann seine Karriere bei seinem Heimatverein ASC Marathon Korneuburg, dem er im Oktober 1943 beitrat. In die höchste österreichische Spielklasse wurde er als 19-Jähriger im Oktober 1947 von der Admira geholt, bei der er sich rasch im Angriff etablieren konnte. Obwohl die Jedleseer zur damaligen Zeit in der A-Liga keine bedeutende Rolle spielten, blieb Fritz Cejka zwölf Jahre lang seinem ersten Profi-Klub treu und war nicht zuletzt dank seiner zahlreichen Tore ein Nicht-Abstiegsgarant. Von Teamchef Walter Nausch wurde er 1952 in die österreichische Nationalmannschaft berufen, wo ihm gegen Jugoslawien auch ein Tor gelang. Dennoch sollte es der einzige A-Länderspieleinsatz für Fritz Cejka bleiben, dafür standen allein elf Einsätze in der B-Nationalmannschaft zu Buche.
1959 wurde Fritz Cejka schließlich vom Wiener AC verpflichtet, bei dem er insbesondere mit Ernst Kaltenbrunner einen starken Angriff bildete. Zwei dritte Plätze in der Meisterschaft sowie den Titel des Torschützenkönigs in der Saison 1959/60 mit 28 Toren in 26 Spielen erreichte der Stürmer aus Korneuburg zu dieser Zeit. Zu seinem Karriereende ließ er sich für die Saison 1963/64 vom Aufsteiger Kapfenberger SV verpflichten, dem er den Klassenerhalt sichern sollte. Dies war ein Kampf bis zum letzten Spieltag, doch im entscheidenden Spiel in der letzten Runde (21. Juni) beim 2:1 gegen den 1. Wiener Neustädter SC schossen er und Ignaz Puschnik die wichtigen Treffer. Anschließend hängte Fritz Cejka noch zwei weitere Saisonen in der A-Liga bei der Vienna an, ehe er 1966 im Alter von 39 Jahren nach 245 Erstligatoren und 438 Erstligaspielen endgültig seine Profikarriere beendete.

## Erfolge
- 1 × Österreichischer Torschützenkönig: 1960
- 1 Länderspiel und 1 Tor für die österreichische Fußballnationalmannschaft 1952